# Списочное декодирование
Списочное декодирование — метод декодирования кодов, исправляющих ошибки, применяемый при большом количестве ошибок. Основная идея метода заключается в том, что вместо одного кодового слова алгоритм возвращает список из возможных вариантов, один из которых является верным.

## Математическая формулировка
Пусть {\displaystyle {\mathcal {C}}} — {\displaystyle (n,k,d)_{q}}-код, исправляющий ошибки, то есть, {\displaystyle {\mathcal {C}}} — код длины {\displaystyle n}, размерности {\displaystyle k} и с минимальным расстоянием {\displaystyle d} над полем размерности {\displaystyle q}. Тогда задача списочного декодирования определяется следующим образом:
Вход: Полученное кодовое слово {\displaystyle x\in \Sigma ^{n}}, максимальное количество ошибок {\displaystyle e}
Выход: Список всех кодовых слов {\displaystyle x_{1},x_{2},\ldots ,x_{m}\in {\mathcal {C}}} чье расстояние Хэмминга с {\displaystyle x} не превышает {\displaystyle e}.